# Кретинізм
Кретині́зм (від фр. crétin — ідіот, божевільний), вроджений гіпотиреоз — ендокринне захворювання, що викликається браком гормонів щитоподібної залози (гіпотиреоз). Характеризується порушенням функції цієї залози і затримкою фізичного і психічного розвитку.

## Клінічні ознаки
Характерною ознакою є затримка росту і розумова відсталість, що доходить іноді до ідіотії. У таких хворих при карликовому зрості (90–110 см, тиреогенний нанізм) украй непропорційна будова тіла: короткі кінцівки, велика голова, маленькі косі очі, втиснуте перенісся. Шкіра товста і груба. Вторинні статеві ознаки недорозвинені.
У важких випадках гіпотиреозу спостерігаються мікседематозні набряки (мікседематозний кретинізм).
Кретинізм характеризується: уповільненням росту, відставанням в розумовому і фізичному розвитку: карликовим зростом, короткими кінцівками, роздутим животом, широко розставленими очима, напіввідкритим ротом.